# Крестьянська сільська рада
Крестья́нська сільська рада (рос. Крестьянский сельский совет) — сільське поселення у складі Мамонтовського району Алтайського краю Росії.
Адміністративний центр та єдиний населений пункт — село Крестьянка.

## Населення
Населення — 1185 осіб (2019; 1260 в 2010, 1429 у 2002).